# Schorzandvleugeltje
Het schorzandvleugeltje (Scrobipalpa samadensis) is een vlinder uit de familie tastermotten (Gelechiidae). De wetenschappelijke naam is voor het eerst geldig gepubliceerd in 1870 door Pfaffenzeller.
De soort komt voor in Europa.